# Acantholimon blandum
Acantholimon blandum är en triftväxtart som beskrevs av Ekaterina Georgiewna Czerniakowska. Acantholimon blandum ingår i släktet Acantholimon och familjen triftväxter. Inga underarter finns listade i Catalogue of Life.